# 竹橋ジャンクション

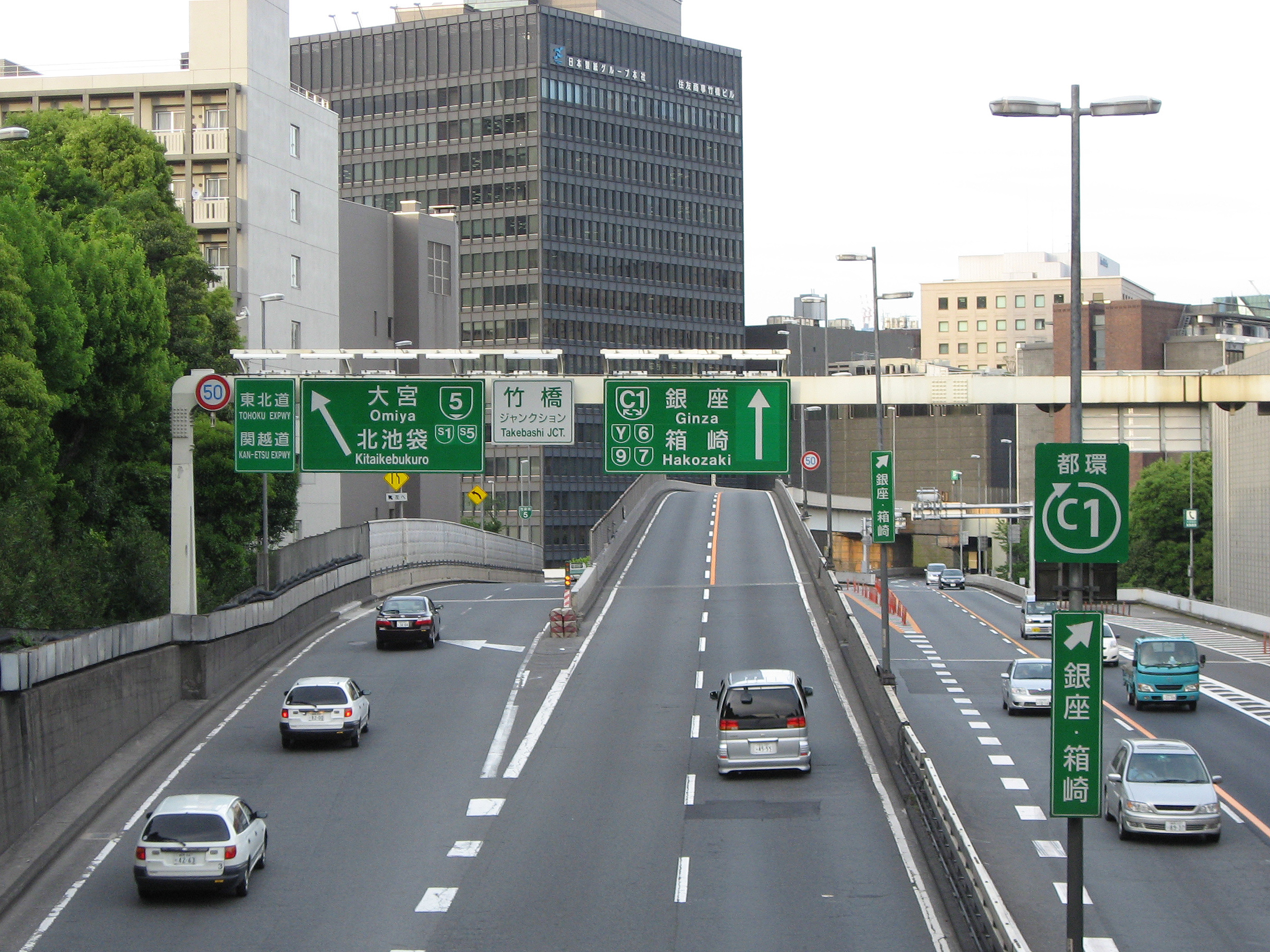
北の丸公園から見た竹橋JCT

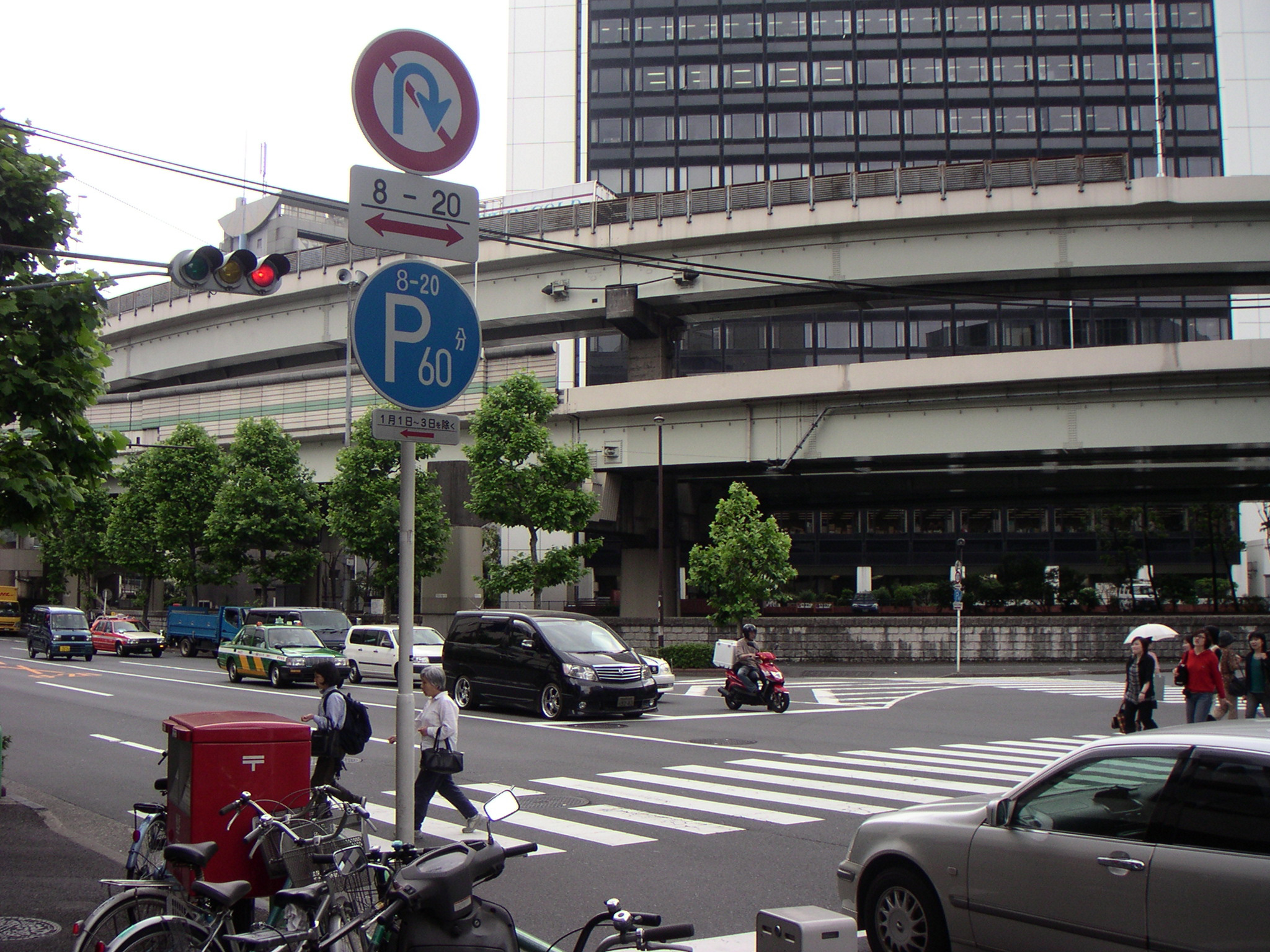
竹橋JCT、雉子橋付近

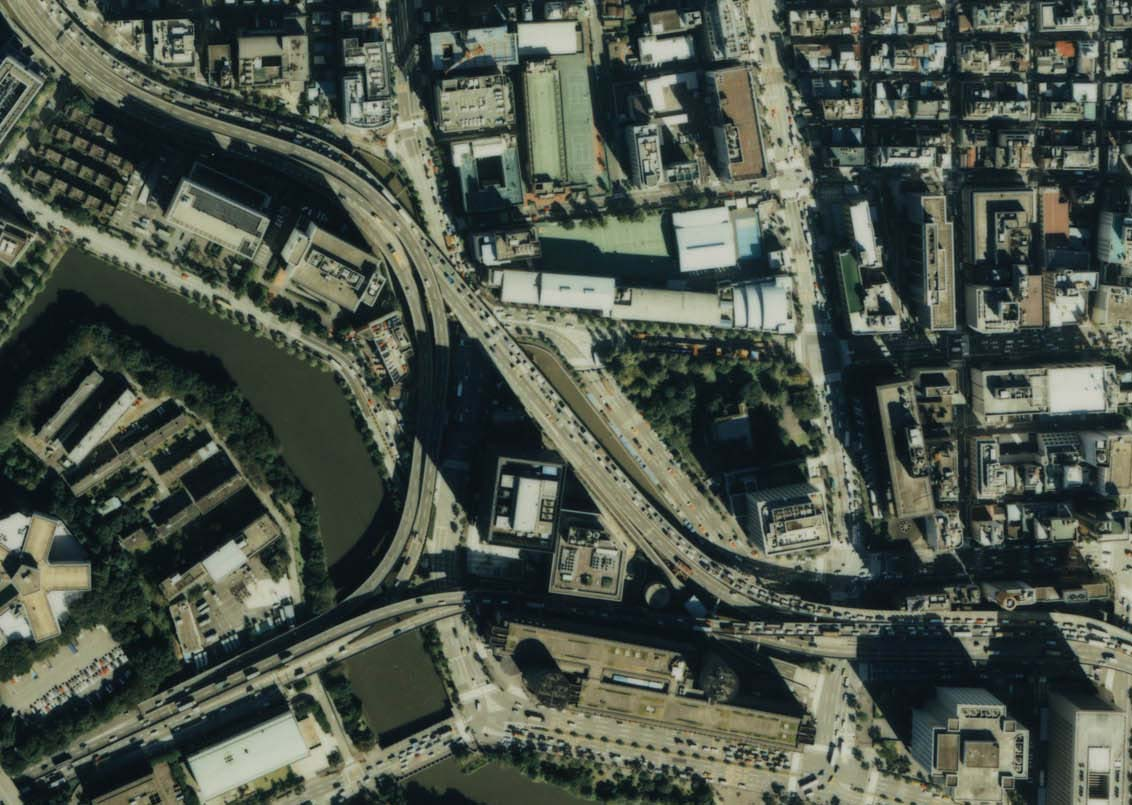
竹橋JCTの航空写真

竹橋ジャンクション（たけばしジャンクション）は、東京都千代田区にある首都高速道路都心環状線と5号池袋線を結ぶジャンクションである。近くに竹橋がある。

## 概要
5号池袋線上りは江戸橋方面・三宅坂方面とも都心環状線合流部で1車線に絞られるため渋滞することが多い。
本ジャンクション内の、5号池袋線と都心環状線江戸橋方面との連絡路に、北池袋方面の出入路の一ツ橋出入口が設けられている。また、竹橋JCTから三宅坂方面に進んだすぐ先には北の丸出口があるが、車線変更禁止規制のため都心環状線内回りからのみ利用可能で、5号池袋線から来た車両が北の丸出口で一般道へ下りることはできない。5号池袋線から都心環状線内回りへ向かう本線上にも繰り返し「北の丸出口には行けません」という案内標識が立っている。
また、危険物積載車両は北の丸出口の先にある千代田トンネルを通過できないため、該当車両は5号池袋線から都心環状線内回りへは進入できず、都心環状線外回りへ向かう必要がある。

## 連絡する道路
- 首都高速都心環状線
- 首都高速5号池袋線

## 隣
首都高速都心環状線
(26)北の丸出口 - 竹橋JCT - (29)神田橋出入口
首都高速5号池袋線
竹橋JCT/(27)一ツ橋出入口 - (501)西神田出入口